# Downtown Flyers
Downtown Flyers è il secondo album in studio del gruppo musicale Streetwalkers, composto esclusivamente da brani scritti da Roger Chapman e Charlie Whitney, leaders del gruppo britannico. È il primo della band che vede la presenza di Nicko McBrain, futuro batterista degli Iron Maiden.

## Tracce
Lato A
Testi e musiche di Roger Chapman e Charlie Whitney, tranne dove indicato.
1. Downtown on Flyers – 4:04
2. Toneail Drugging – 3:46
3. Raingame – 2:24
4. Miller – 6:32
5. Crawfish – 4:14

Lato B
1. Walking on Waters – 5:08
2. Gipsy Moon – 4:07
3. Burn It Down – 2:50
4. Ace O' Spades – 2:26

## Formazione
- Roger Chapman, voce
- Charlie Whitney, chitarra
- Bob Tench, chitarra
- Tim Hinkley, tastiera
- Jonathan Plotel, basso
- Nicko McBrain, batteria